# Barbarella (film)
Barbarella è un film del 1968 diretto da Roger Vadim. Commedia fantascientifica tratta dall'omonimo fumetto di Jean-Claude Forest, adattato dal regista con Terry Southern, il film è una co-produzione italo-francese realizzata da Dino De Laurentiis.
La trama è incentrata sulla figura della bella eroina Barbarella e sulle sue numerose avventure, anche erotiche, ambientate in un lontano futuro, nel 40.000 d.C.

## Trama
Barbarella è una viaggiatrice dello spazio incaricata dal Primo Ministro della Terra di ritrovare lo scienziato Durand Durand, misteriosamente scomparso. Durante il compimento della missione assegnatale, la protagonista avrà numerosi incontri con alcuni personaggi ai quali mostrerà la sua disinibita sessualità. Si ritroverà nella città di Sogo, i cui abitanti vivono dell'influsso energetico di una sostanza, il Matmos, che a sua volta si alimenta con la malvagità e la perversione della popolazione.

## Produzione

### Cast
In origine il personaggio di Barbarella doveva essere interpretato da Virna Lisi, che però decise di abbandonare l'offerta. Il ruolo poi venne proposto a Brigitte Bardot (che aveva ispirato il personaggio originale del fumetto), la quale però rifiutò perché stanca di ruoli sexy, quindi a Sophia Loren che, allora incinta, rifiutò a sua volta ritenendosi non adatta al ruolo.
La parte infine venne proposta a una giovane Jane Fonda, tentata inizialmente di rifiutare; cambiò idea quando il marito, Roger Vadim, le sottolineò quali possibilità si stavano aprendo con il cinema di fantascienza. Fra gli interpreti secondari, Ugo Tognazzi nel ruolo di Mark Hand e John Phillip Law nel ruolo di Pygar.
Talitha Pol, moglie di John Paul Getty e icona degli anni sessanta, appare nel film nel ruolo, non accreditato, di una ragazza che fuma la pipa. Fra le innumerevoli comparse, come da lei stessa dichiarato, c'è una in quel momento sconosciuta Giuliana Longari, futura campionessa di Rischiatutto.

### Location
La pellicola fu girata a Roma, negli studi De Laurentiis sulla via Pontina (chiamati anche "Dinocittà"), con alcune scene girate quasi simultaneamente in Francia e Inghilterra. Nell'edizione francese la Fonda doppia se stessa; nella versione italiana viene doppiata da Maria Pia Di Meo. Nell'edizione inglese Anita Pallenberg è doppiata da Fenella Fielding.

### Costumi
A Jacques Fonteray subentrarono in corso d'opera Giulio Coltellacci e Gabriele Mayer che curarono il resto dei costumi fra cui quello di Anita Pallenberg. I capi presentano un'affinità con quelli de La decima vittima, sempre curati da Coltellacci. 
I costumi per il film, e in particolare quello verde indossato da Jane Fonda nel finale, sono dichiaratamente ispirati allo stile dello stilista Paco Rabanne, che creò la moda "spaziale".

## Distribuzione
Barbarella ebbe la sua prima a New York l'11 ottobre 1968 e incassò circa 2,5 milioni di dollari negli Stati Uniti quello stesso anno. Fu il secondo film tra i più visti in Gran Bretagna nel 1968, dietro Il libro della giungla. La pellicola venne proiettata prima a Parigi, e poi fu distribuita in Italia il 18 ottobre. Nei cinema francesi arrivò il 25 ottobre, distribuito dalla Paramount. Il film uscì nuovamente nei cinema nel 1977, senza le scene di nudo, con il titolo Barbarella: Queen of the Galaxy.

## Accoglienza e critica
Il film è famoso soprattutto per la scena iniziale in cui Jane Fonda si mostra nuda in assenza di gravità, sulla quale scorrono i titoli di testa (che provvedono a coprire ciò che non si poteva mostrare).
Il film fu un grande insuccesso sia di pubblico sia di critica. Per Tullio Kezich il film, "realizzato con larghissimo impiego di mezzi, rivela un vizio d'origine: come parafrasi delle classiche avventure di Flash Gordon, ideate negli anni trenta da Alex Raymond, calca smaccatamente il pedale dell'ironia e rischia di auto-distruggersi". Nei loro dizionari invece Morando Morandini e Pino Farinotti hanno assegnato a Barbarella rispettivamente due e tre stelle (su cinque).
Fantafilm scrive che si tratta di "Un film ricco, ironico, ammiccante, dalle scenografie insolite e immaginose e dall'intreccio semplice come il fumetto da cui è tratto, il cui unico intento è quello di stupire e divertire."
Nonostante le stroncature, il film (e ancora prima il fumetto) è diventato di culto dopo la distribuzione sul mercato dell'home video, tanto da influenzare più di una generazione.

## Influenza culturale

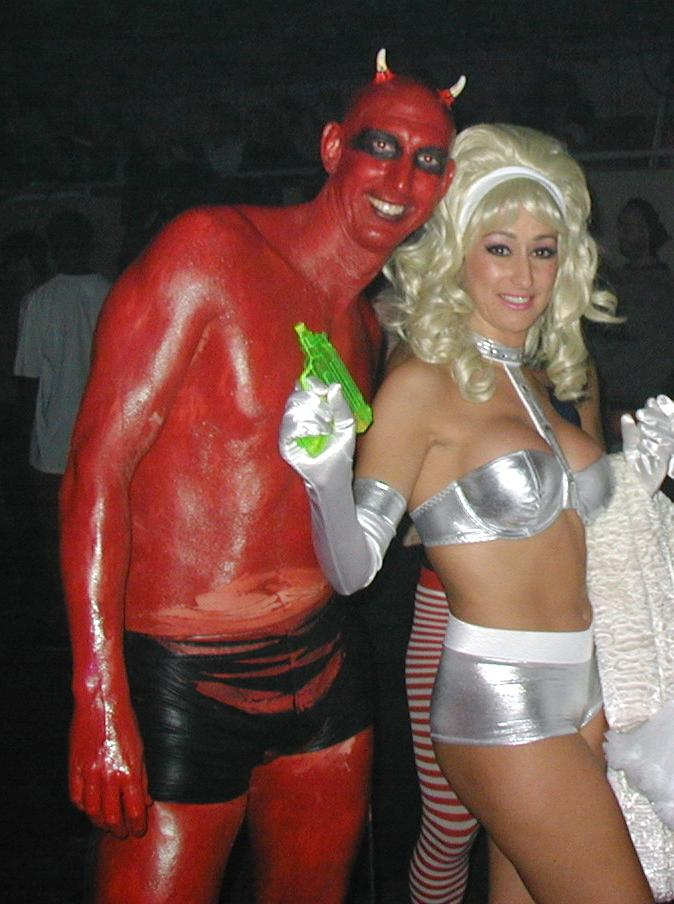
Cosplayer di Barbarella (a destra)

### Musica
Uno dei campi sui quali Barbarella ha esercitato una particolare influenza è stato quello musicale. Il caso più notevole è quello dei Duran Duran, uno dei gruppi pop di maggior successo del movimento New romantic degli anni ottanta, che prendono il nome dal personaggio dello scienziato Durand Durand e che nel 1997 hanno ulteriormente omaggiato il film con la canzone Electric Barbarella dall'album Medazzaland.
- La canzone Her Strut di Bob Seger degli anni settanta, ispirata al personaggio di Barbarella.
- La canzone Barbarellas del 2002 dei The Devils, band di Nick Rhodes e Stephen Duffy.
- Quando il gruppo delle Fuzzbox non ottenne il permesso di poter usare Thunderbirds per la loro canzone International Rescue, decisero di parodiare Barbarella con Adrian Edmondson nel ruolo del dottor Durand Durand.
- Nel 1992 i due produttori Sven Väth e Ralf Hildenbeutel registrarono un album techno dal titolo The Art of Dance sotto lo pseudonimo di Barbarella. I singoli tratti dal disco, fra cui The Future, The Spaceship e The Mission, prendevano ispirazione dal film.
- Il singolo Arabella (2013), tratto dall'album AM degli Arctic Monkeys, prende il nome dall'unione di Arielle (ex fidanzata di Alex Turner) e Barbarella.
- Nel 1995 la band stoner/rock/psichedelica Monster Magnet inserì spezzoni del film nel video del singolo All Friends and Kingdom Come.
- Il videoclip di Break Free (2014), secondo singolo estratto dall'album My Everything di Ariana Grande, è ispirato al film  Barbarella. È presente anche una scena ispirata all'inizio del film in cui la protagonista si spoglia in assenza di gravità.

### Altri media
- La pornostar Barbarella (Virna Aloisio Bonino) prende il suo nome dal titolo di questo film.